# レオポルディナ (小惑星)
レオポルディナ (893 Leopoldina) は、小惑星帯にある小惑星。マックス・ヴォルフがハイデルベルクのケーニッヒシュトゥール天文台で発見した。
1652年に設立された現存ドイツ最古の医学自然科学アカデミーであるドイツ自然科学アカデミー・レオポルディーナ（ドイツ語名：Deutsche Akademie der Naturforscher Leopoldina）に因んで名付けられた。